# كأس الأردن 2010–11
كأس الأردن لكرة القدم 2010–11 هي النسخة الحادية والثلاثين من كأس الأردن.
دخل الفيصلي هذه النسخة باعتباره النادي الأكثر تتويجًا بالكأس برصيد 16 لقبًا.
حافظ الوحدات على لقبه، وتُوج بالكأس للمرة الثالثة على التوالي، والتاسعة في تاريخه، بفوزه 3–1 على منشية بني حسن في المباراة النهائية، وبذلك حصل على مقعد له في كأس الاتحاد الآسيوي 2012.

## دور ال16
| فريق 1        | نتيجة         | فريق 2        |
| ------------- | ------------- | ------------- |
| 5 سبتمبر 2010 |               |               |
| شباب الحسين   | 0 – 3         | الرمثا        |
| الوحدات       | 4 – 0         | عين كارم      |
| العربي        | 3 – 0         | ذات راس       |
| 6 سبتمبر 2010 |               |               |
| شباب الأردن   | 2 – 2 (3–4 ر) | منشية بني حسن |
| الجزيرة       | 4 – 1         | الجليل        |
| الحسين        | 0 – 1         | الفيصلي       |
| 7 سبتمبر 2010 |               |               |
| اليرموك       | 1 – 0         | الأهلي        |
| البقعة        | 0 – 0 (4–5 ر) | كفرسوم        |

## ربع النهائي
| الفريق الأول | إجم.      | الفريق الثاني | مباراة الذهاب | مباراة الإياب |
| ------------ | --------- | ------------- | ------------- | ------------- |
| الرمثا       | 0–0 (2–4) | منشية بني حسن | 0–0           | 0–0           |
| الوحدات      | 3–1       | اليرموك       | 2–0           | 1–1           |
| العربي       | (خ) 3–3   | الفيصلي       | 0–1           | 3–2           |
| الجزيرة      | 0–1       | كفرسوم        | 0–0           | 0–1           |

## نصف النهائي
| الفريق الأول | إجم.    | الفريق الثاني | مباراة الذهاب | مباراة الإياب |
| ------------ | ------- | ------------- | ------------- | ------------- |
| العربي       | 2–2 (خ) | منشية بني حسن | 2–1           | 0–1           |
| الوحدات      | 4–0     | كفرسوم        | 3–0           | 1–0           |

## النهائي
| الوحدات                         | 3–1 | منشية بني حسن |
| ------------------------------- | --- | ------------- |
| - علي 4' (ركل.)، 20' - كشكش 88' |     | - أبو علي 40' |